# Vojtech Bucko
Vojtech Bucko (Libáka, 1911. április 16. – München, 1993. február 18.) lelkész, pápai prelátus, szlovák egyháztörténész-professzor.

## Élete
Matúš Bucko és Anna Hriadelová 7 gyermeke közül a negyedikként jött világra. A népiskolát a szülőfalujában látogatta, majd Nyitrán a kisszemináriumba lépett. 1930-ban az itteni gimnáziumban érettségizett. Teológiai tanulmányait Nyitrán kezdte, majd Olomoucban folytatta. Már papi hivatása kezdetén foglalkoztatta az egyháztörténet. A napilapokban, ill. az egyházi újságokban (Katolícke noviny, Kultúra) közölte cikkeit. 1935-ben Nyitrán szentelték fel pappá. Előbb káplánként helyezkedett el, majd a prágai Károly Egyetemen folytatta doktori tanulmányait. Ugyanott 1936-ban teológiai doktorrá avatták. Visszatért Szlovákiára, és a pozsonyi Teológiai karon dolgozott asszisztensként. Emellett levéltár és könyvtártudományt tanult. 1948-ban a Károly Egyetemen filozófiai doktorátust szerzett. Ekkor egyházjoggal foglalkozott.
Pedagógusi pályáját 1939-ben kezdte Pozsonyban, amikor a Teológiai karon egyháztörténet oktatóhelyettes lett. 1940-ben az egyháztörténet rendkívüli professzoraként kezdett oktatni Nyitrán, ill. mint könyvtáros- és levéltároslektor a pozsonyi Bölcsészkaron. 1945-ben Pozsonyban az egyháztörténet rendes professzorává nevezték ki. 1945-ig a katolikus egyházi könyvtárak és levéltárak állami ellenőre volt. Az első szlovák történész volt, aki rendszeres kutatást folytatott a Szlovákia területén lévő 16. századi vallási helyzettel.
Az 1948-as hatalomváltás után, 1949-ben az emigráció mellett döntött. Németország amerikai zónájában helyezkedett el. Előbb a bajorországi Rudingban mint káplán, majd a bayerbrunni plébánián segédkezett és az Ickingi gimnáziumban oktatott hittant. 1957 után egészen nyugdíjba vonulásáig (1981) a München melletti Glonn-Zinnebergi Jó Pásztor kolostor intézője és hitoktatója. 1991-ben Nyitrán ünnepelte felszentelésének 55. évfordulóját. Testét szülőfalujában helyezték örök nyugalomra.
A németországi szlovák emigránsok aktív szervezője és tagja volt. Így lett 1950-ben egész Németország szlovák menekültügyi katolikus missziójának titkára. 1952-ben a szlovák katolikus misszió igazgatója lett. Segítette a felsőoktatást végző menekülteket a tanulmányaik befejezésében. Az ÚSKI és a római Cirill és Metód Szlovák Intézet állandó tagja volt. Írt az emigráns (Slobodné Slovensko, Hlasy z Ríma, Slovák v Amerike, Most, Jednota, Slowakei, Černákov odkaz) és a német folyóiratokba (pl. Südost-Stimmen) is. Könyvtárát a nyitrai Szent Gorazd szemináriumra hagyta. Halála előtt pénzügyi alapot hozott létre a külföldön teológiát tanuló diákok megsegítésére.

## Elismerései
- cena Slovenskej ligy v Amerike
- Érdemkereszt szalaggal
- 1973 pápai káplán (Mons.)
- 1987 Arany Cirill és Metód medál
- 1992 pápai prelátus

## Művei
- 1935 Význam sv. Metoda pre Slovákov
- 1936 Čo sa deje v Konnersreuthe? (Terézia Neumann stigmáiról)
- 1939 Reformné hnutie v arcibiskupstve ostrihomskom do r. 1564
- 1940 Pius XII. – pápež pokoja. (fordítás)
- 1940 Mikuláš Oláh a jeho doba – 1493-1568. Bratislava
- 1941 K náboženským dejinám vo Zvolenskej župe okolo r. 1560. Bratislava
- 1942 Pápež Pius XII. – 25 rokov biskupom
- 1944 Cirkev Kristova v dejinách – Prehľadné dejiny katolíckej cirkvi so zreteľom na slovenské dejiny. Bratislava
- 1946 J. E. Dr. Karol Kmeťko 25 rokov biskupom v Nitre. Trnava/ Nitra
- 1954 Krížová cesta katolíckej Cirkvi na Slovensku. Südost-Stimmen 1954/6. (ném.)
- 1963 Pastorácia medzi slovenskými utečencami v Spolkovej republike Nemecko. Slowakei 1/ 1. (ném.)
- 1965 Academia Istropolitana – päťsté výročie založenia univerzity v Bratislave. Most 10/2.
- 1965 Academia Istropolitana. Köln. (ném. és ang.)
- 1965 Dve významné jubileá slovenských univerzít. Slowakei 3/ 1. (ném.)

## Emlékezete
- 2001-től Libákán a községháza falán emléktábla

## Külső hivatkozások
- Judák, V.: Verný syn slovenského národa